# Сураново
Сура́ново (рос. Сураново) — селище у складі Тайгинського міського округу Кемеровської області, Росія.

## Населення
Населення — 234 особи (2010; 292 у 2002).
Національний склад (станом на 2002 рік):
- росіяни — 91 %